# Platis
Platis (gr.: Πλατής, Platí̱s) – nieznany z imienia grecki strzelec, który wziął udział w Letnich Igrzyskach Olimpijskich 1896 (Ateny).
Na igrzyskach startował tylko w konkurencji pistoletu wojskowego (odległość – 25 m); jego wynik i pozycja, jaką zajął, są jednak nieznane.